# Okinoerabujima
Okinoerabujima  (en japonés: 沖永良部島; en amami: っイェラブ Yyerabu) es una isla que geográficamente se localiza en las islas Amami, un subgrupo de las islas Ryūkyū. Administrativamente se encuentra en las fronteras políticas del distrito de Oshima, en la prefectura de Kagoshima, al sur del país asiático de Japón.
Dos ciudades, Wadomari y China, administran partes de la isla.
El aeropuerto de Okinoerabu, en Wadomari, se encuentra en la isla.